# Mężec rudawy
Mężec rudawy (Ephebopus rufescens) – gatunek pająka z infrarzędu ptaszników i rodziny ptasznikowatych. Zamieszkuje północną Amerykę Południową. Zasiedla równikowe lasy deszczowe położone na terenach wyżynnych.

## Taksonomia
Gatunek ten opisany został po raz pierwszy w 2000 roku przez Ricka C. Westa i Samuela Marshalla. Jako lokalizację typową wskazano okolice obozu Cäiman w górach Kaw w gminie Roura w Gujanie Francuskiej. Epitet gatunkowy oznacza po łacinie „rudawy” i odnosi się do ubarwienia tego pająka. Według wyników analizy filogenetycznej przeprowadzonej przez Westa i współpracowników w 2008 roku gatunek ten znajduje się w nierozwikłanej trychotomii z E. murinus i kladem obejmującym pozostałych przedstawicieli rodzaju.

## Morfologia

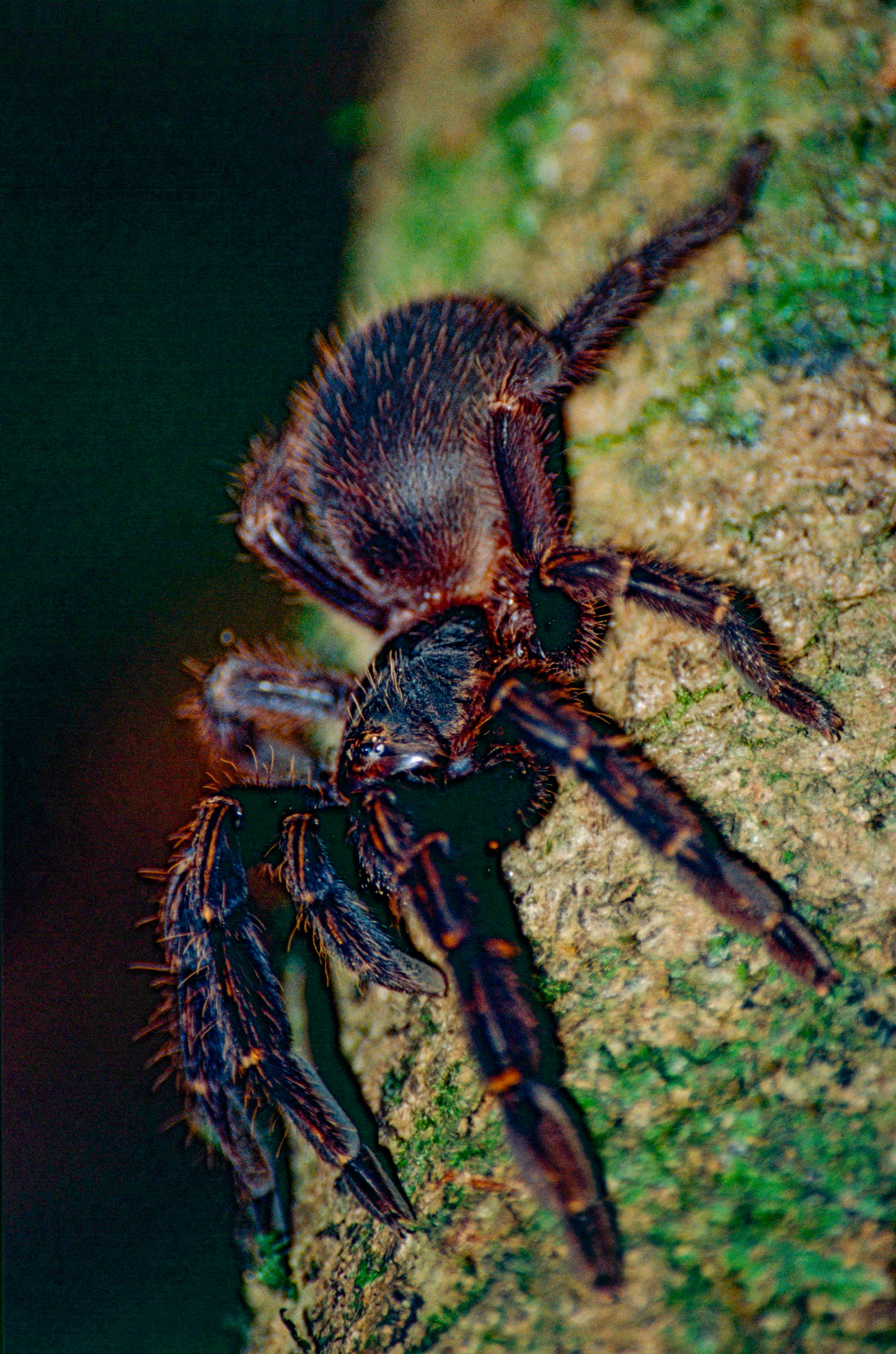
Osobnik z gminy Saül w Gujanie Francuskiej

Pająk ten osiąga do około 50 mm długości ciała i do około 140 mm rozpiętości odnóży. Osobniki młodociane mają ubarwienie kontrastowe – karapaks jest czarny ze złotawym połyskiem, opistosoma (odwłok) ma metaliczny połysk zielony, trzy pierwsze pary odnóży są czarne, a na parze ostatniej dominuje kolor różowy. Osobniki dorosłe są ciemnobrązowe do ciemnorudobrązowych (czasem z fioletowym połyskiem) z wąskimi żółtymi paskami podłużnymi na rzepkach oraz złotymi, brązowymi i czerwonawymi włoskami. Dłuższy niż szeroki karapaks ma lekko wyniesioną część głowową, wyraźne rowki głowowe i tułowiowe, prostą i poprzeczną jamkę oraz wyraźny, szerszy niż długi, równomiernie wysklepiony wzgórek oczny. Brak jest nadustka. Szczękoczułki mają od 10 do 12 ząbków na przednich krawędziach bruzd. Włoski parzące zlokalizowane są w łatce w odsiebnej części przednio-bocznej powierzchni ud nogogłaszczków. Kolejność par odnóży od najdłuższej do najkrótszej to: I, IV, II, III.
Samce mają na goleniach pierwszej pary odnóży apofizy (haki) goleniowe złożone z dwóch gałęzi, z których krótsza ma pojedynczy megakolec na powierzchni wewnętrznej, a dłuższa jeden przedwierzchołkowy megakolec na powierzchni wewnętrznej i jeden przedwierzchołkowy megakolec na powierzchni zewnętrznej. Nogogłaszczki samca cechuje duży, gruszkowaty do kulistego bulbus ze stosunkowo krótkim, zwężającym się ku wierzchołkowi, na szczycie lekko zakrzywionym embolusem. Genitalia samicy zawierają dwie szeroko odseparowane, kolumnowate spermateki, najszersze u podstawy i stopniowo zwężające się ku wierzchołkom.

## Ekologia i występowanie
Gatunek neotropikalny, znany z Gujany Francuskiej i stanu Amazonas w północnej Brazylii. Zamieszkuje równikowe lasy deszczowe położone na terenach wyżynnych. Swe oprzędy buduje od poziomu podziemnego do wysokości 3 metrów nad poziomem gruntu, zawsze w sąsiedztwie drewna lub mchu. Wykorzystuje dla nich samodzielnie wykopane norki, dziuple, próchnowiska, nadrzewne termitiery, powalone pnie, obumarłe korzenie, porośnięte mchem kamienie i kłody. Oprzędy miewają orientację od poziomej do pionowej i w części położonej poza norką zakamuflowane są cząstkami gleby i materii roślinnej. Wlot otoczony jest słabym kołnierzem z przędzy.

## Hodowla
Dorosły osobnik wymaga terrarium o minimalnych wymiarach 20×20×35 cm z grubą na kilkanaście cm warstwą podłoża. Zaleca się temperaturę od 23 do 28°C w dzień i od 20 do 22°C nocą oraz wilgotność 70–80%. Samica buduje kokon zwykle od 4 do 6 miesięcy po kopulacji. Zawiera on zazwyczaj od 80 do 100 jaj. Gotowe do jego opuszczenia pająki pojawiają się po około 2 miesiącach inkubacji. Ptasznik ten jest stosunkowo słabo jadowity, jednak ze względu na szybkość i agresywność nie jest zalecany dla początkujących.